# Avant-garde jazz
Pour les articles homonymes, voir Avant-garde.
Genres dérivés
Post-rock
L'avant-garde jazz (aussi appelé jazz expérimental ou new thing,) est un genre d'improvisation mêlant musique avant-gardiste et jazz. Créé dans les années 1950, il s'est développé jusque dans les années 1960. L'avant-garde peut paraître similaire au free jazz par son éloignement par rapport à l'harmonie traditionnelle, il a cependant une structure prédéterminée (éventuellement partielle sur laquelle des improvisations sont alors faites).
Dans les notes liminaires de l'album The Avant-Garde de John Coltrane et Don Cherry, enregistré le 28 juin 1960 par Atlantic Records (mais sorti seulement en 1966), A. B. Spellman (en) indique quelles sont les différentes tendances que recouvre ce terme d'avant-garde : « La recrudescence de Monk et du monkisme a toutefois donné de l'impulsion à des forces nouvelles, et l'arrière-garde est assaillie sur trois fronts : harmonique (Coltrane), tonal (Cecil Taylor), et rythmique-mélodique (Ornette Coleman). »
LeRoi Jones, alias Amiri Baraka, y consacre un chapitre entier, indiquant « Il y a définitivement une avant-garde en jazz actuellement » et liste des musiciens qu'il considère comme faisant partie de l'avant-garde, dont Eric Dolphy, Ornette Coleman, Archie Shepp, Don Cherry, Freddie Hubbard, Charlie Haden, Scott LaFaro, Ed Blackwell, Billy Higgins, Cecil Taylor, Wayne Shorter, etc. Quant à Frank Kofsky, auteur de John Coltrane and the Jazz Revolution of the 1960s, il indique à propos de l'avant-garde que « ma réponse est que le mouvement d'avant-garde en jazz constitue une représentation musicale de vote de méfiance vis-à-vis de la civilisation occidentale et du rêve américain ». Il la définit (cf. pages 224 et 226) comme « une musique qui s'est éloignée des canons de la musique européenne ». Dans les notes liminaires de la réédition du disque Miles de The New Miles Davis Quartet, Robert Levin écrit en décembre 1962 : « D'un point de vue historique, je pense que Davis doit être considéré comme un pion majeur entre Parker et les leaders de l'avant-garde contemporaine — Cecil Taylor, Ornette Coleman et l'actuel John Coltrane ».

## Histoire

### Contexte général
Longtemps en jazz, la forme usuelle consiste en une exposition du thème suivie d'improvisations sur la grille d'accords du morceau, puis une réexposition finale du thème. Dans les années 1940, les jazzmen de bebop (Charlie Parker, Dizzy Gillespie, Thelonious Monk, Miles Davis, etc.) conservent le modèle de forme mais improvisent sur des harmonies beaucoup plus complexes.
Quatre courants majeurs définissent les innovations apportées par des jazzmen par rapport au bebop et hard bop aux États-Unis pour la période allant des années 1950 à 1967, année de la mort de John Coltrane) :
- des morceaux sont joués sans thème, centre tonal, harmonie ou tempo préétabli (Lennie Tristano, Cecil Taylor) ;
- certains morceaux comprennent des improvisations de musique modale (Miles Davis, John Coltrane) ;
- dans le courant free jazz, les morceaux sont des improvisations collectives avec une grande interaction entre les différents musiciens ;
- pour un courant particulier, la texture sonore constitue désormais le matériau essentiel, la notion de justesse de hauteur de ton devenant accessoire (Albert Ayler).

Un des pionniers de l'avant-garde en jazz est le pianiste Lennie Tristano qui, en 1949 déjà, enregistre deux morceaux, Intuition et Digression, sans thème ni harmonie déterminés au préalable, ni tempo fixe.
Vers la fin des années 1950 apparait le jazz modal, consistant en improvisations sur une base de musique modale, notamment dans les groupes de Charles Mingus et le sextette de Miles Davis. Dans une improvisation modale, le soliste improvise sur un seul accord, défini par un certain mode (en général un certain type de gamme majeure ou mineure) durant un certain nombre de mesures. On peut citer en exemple plusieurs morceaux de l'album Kind of Blue de Miles Davis (1959) : So What, Milestones ou Flamenco Sketches,. Une expérience que prolonge John Coltrane dans son morceau My Favorite Things de 1960, où l'improvisation se fait sur un mode mineur et un mode majeur pour la coda.
À la même époque, le pianiste Cecil Taylor abandonne tout rythme régulier ou swing, les thèmes ou l'harmonie. Eric Dolphy, Don Cherry et Thelonious Monk, entre autres, relèvent aussi de l'avant-garde de cette époque en raison de l'iconoclastie de certaines de leurs improvisations et compositions, s'écartant des schémas traditionnels.

### Free jazz
« Je pense qu'un jour la musique sera plus libre. Alors, la structure d'un morceau, par exemple, sera oubliée et le morceau lui-même sera la structure et ne sera pas forcé dans des structures conventionnelles. »

— Ornette Coleman.
Le saxophoniste alto Ornette Coleman commence dès 1959, lors d'un long engagement au Five Spot Café de New York, à se faire remarquer par sa façon non orthodoxe de jouer et d'improviser. Certains critiques, au nombre desquels se trouve Miles Davis, disent de lui qu'il ne sait pas jouer du jazz. Dans l'album Free Jazz: A Collective Improvisation, enregistré en décembre 1960 par un double quartette sans piano comprenant notamment Eric Dolphy, Don Cherry et Freddie Hubbard, Coleman met en pratique le principe d'une improvisation de 37 minutes tout à fait libre avec un minimum de conventions préétablies. Il s'agit d'un jalon majeur de l'histoire de l'avant-garde dans le jazz. Plus tard, dans sa propre musique, il développe le principe de l'improvisation sans centres tonaux ou de type thématique. Les morceaux ne sont donc non pas basés sur une base harmonique, mais en fonction du thème joué et/ou du climat désiré, un principe que le ténor que Sonny Rollins avait déjà appliqué à la fin des années 1950 et de musique sans centres tonaux[source insuffisante].
Dès le début de la période nommée free jazz, après 1960, se développent d'autres expériences musicales relevant de l'avant-garde, comme dans les groupes du pianiste Sun Ra, de l'Art Ensemble of Chicago (cf. Association for the Advancement of Creative Musicians), d'Archie Shepp ou de Steve Lacy. Pour Ekkehard Jost, deux caractéristiques déterminent le free jazz : tout d'abord une substance rythmique sous forme d'énergie cinétique et en second lieu une production de sons.

## Groupes et artistes

### John Coltrane et Albert Ayler
À partir d'Ascension (1965) — une improvisation collective de type modale — mais aussi plus tard au sein de son dernier quintette ou en duo avec Rashied Ali (période 1966-1967) John Coltrane est à nouveau à la pointe de l'avant-garde, repoussant les frontières du jazz conventionnel, jouant tour à tour free, atonal, ou sans centre tonal. Il dit lui-même à ce propos : « Je ne sais pas […] comment on pourrait vraiment appeler cela : je crois que le terme « étendues tonales » pourrait bien être le bon », ou pratiquant de la musique par séquences.
Une étape de plus est franchie par le ténor Albert Ayler, qui joue avec une amplitude de hauteur de ton telle que beaucoup de critiques jugent qu'il joue faux, et que la transcription sur partition conventionnelle de ses solos est rendue presque impossible sur partition conventionnelle de ses solo (bien qu'Ekkehard Jost se soit essayé à l'exercice sur un passage de Witches and Devils). De lui, Litweiler écrit : « Il a passé outre toute l'histoire du jazz pour remonter à des attitudes et des idées d'avant la naissance du jazz ; il bâtit alors son propre art de découvertes primitives ». John Coltrane dit à propos de la musique d'Ayler : « Je pense que ce qu'il fait, il semble qu'il meuve la musique dans des fréquences encore plus hautes… Il comble une région, à ce qu'il me semble, dans laquelle je ne me suis pas encore aventurés ». Il est caractéristique pour l'avant-garde en jazz qu'à l'enterrement de John Coltrane, le 21 juillet 1967, les seuls groupes invités à y jouer furent les groupes d'Ornette Coleman et d'Albert Ayler.

### Autres représentants
- New Yorker Downtown-Szene (de)
- Radical Jewish Culture (de)	(Culture juive radicale)
- European free jazz (en)
- Derek Bailey (1930-2005)
- Carla Bley (1936-)
- Alexander von Schlippenbach (1938-)
- Orchestre Brotherhood of Breath
- Association à la recherche d'un folklore imaginaire (ARFI)
- BYG Records (Actuel, 1973-)
- Trevor Watts (1939-)
- John Stevens (en) (1940-1994)
- Paul Rutherford (tromboniste) (1940-2007)
- Ronald Shannon Jackson (1940-2013)
- Peter Brötzmann (1941-)
- James Blood Ulmer (1942-)
- Günter Sommer (1943-), Conny Bauer (1943-)
- Evan Parker (1944-)
- Barry Guy (1947-)
- Theo Jörgensmann (1948-)
- Arto Tunçboyacıyan (1957-)
- Fred Frith (1949-)
- Bill Frisell (1951-)
- John Zorn (1953-), Arto Lindsay (1953-), Anthony Coleman (1953-)
- Marc Ribot (1954-), Joey Baron (1955-), Wayne Horvitz (1955-)
- Uri Caine (1956-)
- Dave Douglas (1963-)
- John Medeski (1965-), Susie Ibarra (1970-)
- Knitting Factory (1987-2009)
- Masada (1993-)
- Tzadik (1995-)